# 816
| [ Edytuj tabelę ]          |                                            |
| Hrabia Aragonii            | - 809 Aznar I 839                          |
| Król Asturii               | - 791 Alfons II 842                        |
| Hrabia Barcelony           | - 801 Berà 820                             |
| Cesarz Bizancjum           | - 813 Leon V Armeńczyk 820                 |
| Chan Bułgarii              | - 814 Omurtag 831                          |
| Cesarz Chin                | - 806 Tang Xianzong 820                    |
| Król Franków wschodnich    | - 814 Ludwik I Pobożny 840                 |
| Cesarz Japonii             | - 809 Saga 823                             |
| Władca Jutlandii           | - 812 Harald Klak 827                      |
| Kalif                      | - 813 Al-Mamun 833                         |
| Król Khmerów               | - 802 Dżajawarman II 850                   |
| Patriarcha Konstantynopola | - 815 Teodot I Kassiteras 821              |
| Król Mercji                | - 796 Cenwulf 821                          |
| Król Nortumbrii            | - 808 Eanred 840                           |
| Książę Obodrzyców          | - 809 Sławomir 819                         |
| Papież                     | - 795 Leon III 816 - 816 Stefan IV (V) 817 |
| Cesarz rzymski             | - 814 Ludwik I Pobożny 840                 |
| Doża Wenecji               | - 809 Angelo Partecipazio 827              |

Rok 816 / DCCCXVI
stulecia: VIII wiek ~
IX wiek ~
X wiek

lata: 806 «
811 «
812 «
813 «
814 «
815 «
816
» 817
» 818
» 819
» 820
» 821
» 826

## Wydarzenia
- 22 czerwca – Stefan IV został papieżem.
- Został zawarty trzydziestoletni traktat pokojowy między Cesarstwem bizantyjskim a Bułgarią.

## Zmarli
- 12 czerwca – papież Leon III
- Li He, chiński poeta (ur. 790)